# Inspektor Loulou – Die Knallschote vom Dienst
Inspektor Loulou – Die Knallschote vom Dienst ist eine französische Filmkomödie von Claude Zidi aus dem Jahr 1980.

## Handlung
Michels Vater Jules Clément kam einst im Polizeidienst bei einer waghalsigen Verhaftung ums Leben. Am Sterbebett versprach ihm sein Sohn, später einmal Polizist zu werden. Seither sind 20 Jahre vergangen und Michel besteht gerade so die Prüfung zum Polizeiinspektor. Weil er der Schlechteste des Jahrgangs ist, muss er in Paris bleiben. Ihm wird der kurz vor der Rente stehende Marcel Watrin als Partner zugeteilt. Nach einigen Startschwierigkeiten – Michel wird an seinem ersten Tag für einen Verbrecher gehalten und von seinen neuen Kollegen zusammengeschlagen – beginnt die Ermittlungsarbeit. Neben Watrin sitzt dabei auch die Journalistin Marie-Anne Prossant mit im Streifenwagen, die eine Reportage über die Arbeit der Männer schreiben will, um ihrem Vater, dem Pressemagnaten Louis Prossant zu beweisen, dass sie es auch ohne ihn zu etwas bringen kann. In einem Antiquariat nimmt Michel den Diebstahl zweier wertvoller Duellpistolen auf, die er wenig später von seinen halbkriminellen Freunden als Polizei-Einstandsgeschenk erhält. Michel bringt die Pistolen als Räuber verkleidet zurück in das Antiquariat, wobei ihn sowohl die Verkäuferin als auch Marie-Anne erkennen. Ihr überraschend positives Bild von Michel wandelt sich jedoch schnell wieder: Die gesamte Pariser Polizei ist bereits seit Jahren hinter dem irren Dieb Roger Morzini her. Durch Zufall überraschen sie ihn bei einem Diebstahl, doch verursacht Michel durch seine Unbedachtheit einen Unfall, der Morzini die Flucht ermöglicht.
Morzini taucht unter und lässt sich bei Dr. Haquenbusch nach einer Fotovorlage äußerlich dem Schauspieler Gérard Depardieu anpassen. Nach der Operation bringt er Haquenbusch um. Während seiner Genesungszeit sieht er ein Fernsehinterview mit Marie-Anne, in dem sie ihn als gestörten Mann bezeichnet und die Polizei als unfähig beschimpft. Morzini ruft Marie-Anne an und kündigt an, dass sie sich schon bald von seinem Charakter überzeugen könne. Marie-Anne bringt das Telefonat als Aufmacher in die Zeitung. Polizeidirektor Mottet ordnet an, Marie-Anne auffällig von den beiden unfähigsten Leuten der Polizei beschatten zu lassen. Sollte Morzini aufgrund weiterer Provokationen Marie-Annes ihre Entführung planen, solle ein zweites Expertenteam für seine Verhaftung sorgen. Zur offenen Überwachung werden Michel und Marcel ausgewählt. Morzini wiederum wird in seiner neuen Erscheinung nicht erkannt und tritt in Kontakt mit Michel, wobei er sich ihm als Kriminalautor Antoine Collard vorstellt. Michel freundet sich mit ihm an, verrät ihm wertvolle Insiderinformationen und gerät schon bald unter Verdacht, ein Maulwurf bei der Polizei zu sein, der für Morzini arbeitet. Als Morzini eines Tages bei Michel zum Essen eingeladen ist, gibt er vor, Marie-Anne im Rahmen seiner neuen Romanrecherchen einen Streich spielen zu wollen, da er mit ein wenig Tricks ja wie Morzini aussehen kann. Michel macht bei dem vorgeblichen Streich mit, organisiert ein heimliches Treffen von Morzini und Marie-Anne und hält die Kollegen von der Polizei mit einer Marie-Anne-Puppe zum Narren. Morzini wiederum nutzt die Zeit, um Marie-Anne zu einer entlegenen Villa zu bringen und von ihrem Vater ein Lösegeld in Höhe von einer Milliarde Francs zu fordern.
Michel wird als Helfer Morzinis festgenommen, heimlich mit einem Sender ausgestattet und mit einiger Schwierigkeit zur Flucht bewegt. Er bemerkt durch einen Zufall, dass in seine Kleidung ein Sender eingenäht ist, und gibt diese an einen Bettler weiter. Seine Mutter versorgt ihn mit neuen Sachen, und Michel schreitet selbst zur Tat. Mit seinen halbkriminellen Freunden entführt er Morzinis Mutter und lässt dies im Fernsehen bekannt machen. Morzini ist wütend und will mit Marie-Anne fliehen, wird jedoch von Michel aufgehalten. Dieser zerstört mit einem Bagger die Villa, in der sich Morzini versteckt hält, und rettet mithilfe der Baggerschaufel Marie-Anne. Mit ihr begibt er sich in ein Hotel, in dem er in aller Ruhe die Übergabe des inzwischen beschafften Lösegeldes Louis Prossants organisiert.

## Produktion
Inspektor Loulou – Die Knallschote vom Dienst wurde in Paris gedreht. Die Kostüme schuf Corinne Jorry, die Filmbauten stammten von Jean-Baptiste Poirot. Am 3. Dezember 1980 lief der Film in den französischen Kinos an, in denen ihn 3,7 Millionen Zuschauer sahen. Sein Erfolg in Frankreich führte zu einem Comic von Cabu und Didier Convard, der 1981 erschien. In den deutschen Kinos war der Film ab dem 27. März 1981 zu sehen, am 11. Mai 1985 wurde er im ZDF erstmals im deutschen Fernsehen gezeigt. 2006 erschien der Film auf DVD.

## Synchronisation
| Rolle                 | Darsteller         | Synchronsprecher    |
| --------------------- | ------------------ | ------------------- |
| Michel Clément        | Coluche            | Ronald Nitschke     |
| Roger Morzini         | Gérard Depardieu   | Manfred Lehmann     |
| Marie-Anne Prossant   | Dominique Lavanant | Rita Engelmann      |
| Vermillot             | Julien Guiomar     | Arnold Marquis      |
| Dumeze                | Alain Mottet       | Peter Schiff        |
| Louis Prossant        | Francois Perrot    | Joachim Cadenbach   |
| Dr. Haquenbusch       | Clement Harari     | Heinz Theo Branding |
| Inspektor Gaffuri     | Martin Lamotte     | Wolfgang Pampel     |
| Antiquitätenhändlerin | Dany Saval         | Evelyn Maron        |
| Marcel Watrin         | Hubert Deschamps   | Heinz Petruo        |
| Marthe Clément        | Marthe Villalonga  | Agi Prandhoff       |
| Philou                | Richard Anconina   | Claus Jurichs       |
| Merlino               | Féodor Atkine      | Uwe Paulsen         |
| Prüfer                | Jean Martin        | Hans Nitschke       |

## Kritik
Der film-dienst bezeichnete Inspektor Loulou – Die Knallschote vom Dienst als „Kriminalkomödie, deren schwaches Drehbuch und die einfallsarme Regie kaum Spannung aufkommen lassen.“ Der Film „nervt nur“, stellte Cinema fest.